# Ormyrus ermolenkoi
Ormyrus ermolenkoi is een vliesvleugelig insect uit de familie Ormyridae. De wetenschappelijke naam is voor het eerst geldig gepubliceerd in 2006 door Zerova.